# Ремизов, Виталий Борисович
Вита́лий Бори́сович Ре́мизов (14 декабря 1949, Воронеж, СССР — 14 августа 2022, Москва, Россия) — литературовед, педагог, музейный деятель, кандидат филологических наук (1980), доцент, заслуженный учитель Российской Федерации (2002), лауреат премии Правительства Российской Федерации в области культуры (2005), лауреат Тульской литературной премии имени Л. Н. Толстого (1999), Президент Российского комитета Международного совета музеев (ICOM) в 2003—2007 гг., почётный член Российской академии художеств, почётный доктор ВГУ (2010).

## Биография
В 1972 году окончил филологический факультет Воронежского государственного университета по специальности «филолог, преподаватель русского языка и литературы».
В 1971—1977 годы работал экскурсоводом, научным сотрудником, заведующим отделом выставок Музея-заповедника «Ясная Поляна», затем преподавал на кафедре русской литературы филологического факультета Воронежского государственного университета (1977—1988: старший преподаватель, доцент, заместитель декана факультета).
В 1988—1994 — заместитель по научной работе директора Музея-заповедника «Ясная Поляна».
В 1994—2008 годы — заведующий научно-исследовательской лабораторией «Школа Л. Н. Толстого» Института повышения квалификации и профессиональной переподготовки работников образования Тульской области; одновременно (1996—2008) заведовал кафедрой духовного наследия Л. Н. Толстого Тульского педагогического института, профессор кафедры.
С 2001 по 2012 год — директор Государственного музея Л. Н. Толстого в Москве. Под его руководством осуществлена комплексная научная реставрация музея-усадьбы Л. Н. Толстого «Хамовники» (Москва), здания музея на ул. Пречистенке (Москва); мемориала памяти Л. Н. Толстого «Астапово» (Липецкая область); подготовлена и открыта экспозиция «Земля и Небо Л. Толстого».
Одновременно в 2003—2007 годы — президент Российского комитета Международного совета музеев (ICOM).
Скончался 14 августа 2022 года. Похоронен в Москве на Троекуровском кладбище, участок 35.

### Семья
Жена — Мария Александровна Ремизова (Козьмина; р. 25.05.1954), филолог, кандидат филологических наук.
Дети:
- Дмитрий (р. 1977) — филолог, издатель журнала «77» (Тула)
- Михаил (р. 14.11.1978) — кандидат философских наук, политолог
- Елизавета (р. 1985) — журналист[7][8].

## Научная деятельность
В 1979 году в МГУ им. М. В. Ломоносова защитил кандидатскую диссертацию; профессор (1999).
Основные направления исследований:
- творчество Л. Н. Толстого,
- современная педагогика,
- основы музейного строительства.

Создатель нового направления в педагогике «Школа Л. Н. Толстого», основанного на гуманистических традициях образования, а также нового школьного предмета по светской духовности «Чаша жизни».
Участник проектов Канала «Культура России». При участии В. Б. Ремизова были созданы фильмы: цикл «Тайны стальной комнаты» (ведущий): «Тайна рода Льва Толстого»; «Быть женой гения»; «Лев Толстой и церковь», «Школа Толстого»; цикл «Документальная история с Виталием Ремизовым» (автор): «Софья Андреевна Толстая: семейный фотоальбом»; «Лев Толстой: кабинет в Хамовниках»; «Четыре гения золотого века: Толстой, Тургенев, Тютчев, Фет»; «Николай Ге: путь к Толстому»; четыре серии фильма «В поисках Толстого» (один из ведущих).
Почётный член Толстовских обществ в Канаде и Японии.
Ответственный редактор «Толстовских сборников» (Тула, с 1998 года), главный редактор «Толстовского ежегодника» (Москва, с 2001 года).
Автор около 150 научных работ, в том числе монографий о жизни и творчестве Л. Н. Толстого; учебных и методических пособий по проблемам гуманистической педагогики.

### Избранные труды
Монографии
- Роман Л. Н. Толстого «Воскресение» : концепция жизни и формы ее воплощения. — Воронеж : Изд-во Воронеж. ун-та, 1986. — 163, [1] с. — 1300 экз.
- Л. Н. Толстой. Диалоги во времени. — Тула: Изд-во ТГПУ им. Л. Н. Толстого, 1998. — 302. — 300 экз. — ISBN 587954-148-7
- Уход Толстого : как это было. — М. : Проспект, 2017. — 698, [3] с. — 1000 экз. — ISBN 978-5-392-25306-7. (То же. М., 2018.)
- Толстой. Достоевский : братья по совести. — М. : Проспект, 2019. — 684, [1] с. — 5000 экз. — ISBN 978-5-9988-0883-8
- Уроки Толстого и школа культуры. Книга для родителей и учителя. — М.: Проспект, 2019. — 360 с. — 200 экз. — ISBN 978-5-9988-0889

Учебные пособия
- Шадская А. В., Ремизов В. Б., Трофимова Н. А., Ежов И. В. Мир «Азбуки Льва Толстого»: Книга для учителя. — Тула: ИПО «Лев Толстой», 1995. — 200 с. — 5000 экз. — ISBN 5-88381-002-0
- Азбука Льва Толстого. — Тула : Арктоус, 1996. — 190 с. — 15 000 экз. — ISBN 5-88705-081-7. (В соавторстве с С. И. Масловым.)
- Час души: Проза русских писателей. Книга для чтения. В 3 кн. (в соавторстве с А. В. Шадской и М. А. Козьминой). — Тула: МИРОС, Арктоус, 1996.
  - Кн. 1 (2 класс). — 224 с. — 15000 экз. — ISBN 5-7084-0065-X
  - Кн. 2 (3 класс). — 240 с. — 15000 экз. — ISBN 5-7084-0099-4
  - Кн. 3 (4 класс). — 272 с. — 15000 экз. — ISBN 5-7084-0100-1
- Ремизов В. Б., Ежов И. В., Шадская А. В., Хлопенва О. В. , Козьмина М. А., Вронский О. Г. и др. «Школа Л. Н. Толстого» — модель образования нового типа. Вып. VII. Кн.1. — Тула: РИО ИПК и ППРО ТО, 2003. — 358 с. — 300 экз. — ISBN 5-88381-035-7
- Юрков С. Е., Ремизов В. Б. Духовное наследие Л. Н. Толстого. Ч. 1: Философия и религия: Учеб. пособие для студентов вуза. — Тула: РИО ИПК и ППРО ТО, 2003. — 140 с. — ISBN 5-87954-357-9

## Награды
- Тульская литературная премия имени Л. Н. Толстого (1999)
- Заслуженный учитель Российской Федерации (2002) — за заслуги в обучении и воспитании учащихся и многолетний добросовестный труд[2]
- премия Правительства Российской Федерации в области культуры (2005) — за постановку оперы Ш. Р. Чалаева «Хаджи-Мурат» в музее-усадьбе Л. Н. Толстого «Хамовники»[3]
- орден Почёта (2007) — за заслуги в области культуры и искусства, многолетнюю плодотворную деятельность[13]
- почётный доктор Воронежского государственного университета (2010)[6]
- орден «Слава России»[10].

## Комментарии
1. ↑  По другим данным — в 1971 году[7].
2. ↑  По другим данным — с 1991 года[7].